# 憲法裁判所 (大韓民国)

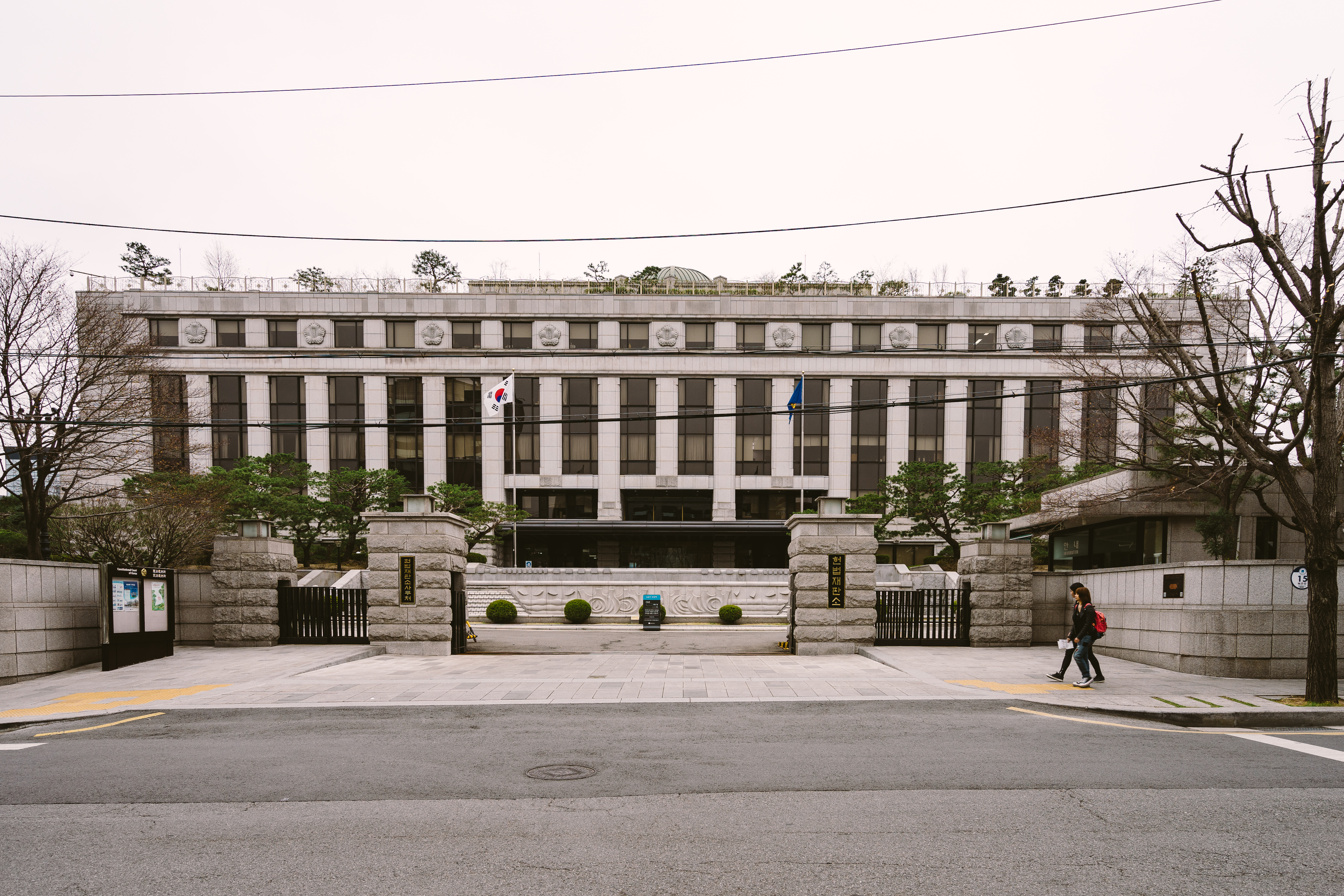
ソウル市鐘路区にある憲法裁判所庁舎

憲法裁判所の役割

大韓民国憲法裁判所（だいかんみんこくけんぽうさいばんしょ、ハングル: 대한민국 헌법재판소; ハンチャ: 大韓民國 憲法裁判所）は、大韓民国における憲法を取り扱う憲法裁判所。アジア憲法裁判所協会常設事務局が所在する。他の憲法裁判所と異なり、権利侵害された被害者は直接的に裁判所で訴訟を行うことができる。大法院と並ぶ、三権の一つである司法権の最高機関である。

## 沿革
1945年に日本統治下から解放された朝鮮では司法審査を行うための独立した憲法裁判所を設立するため、模索が続けられていた。第一共和政の前に、憲法起草委員会委員は第一共和政が始動する前に付随型違憲審査制と抽象的違憲審査制を採用するか、議論が行われた。クォン・スンリョルは付随型を採用することを提唱し、ユ・ジンオは抽象型を採用することを提唱した。
1948年、副大統領は憲法起草委員会委員長を務め、国会によって5人のメンバーが選出された。1952年の憲法改正で参議院（上院）から3人、民議院（下院）から2人が選出される。朴正熙大統領は1962年の憲法改正で憲法裁判所を解散させ、最高裁判所（大法院、付随型違憲審査制）のみとなった。憲法裁判所はここで歴史が一度途絶え、憲法起草準備委員会は無力となった。
1987年の6月民主抗争終結後、憲法裁判所設立を盛り込んだ現行憲法が施行され、今に至る。2017年の朴槿恵大統領弾劾訴追、2025年の尹錫悦大統領弾劾訴追で重要な判断を下している。

## 構成
憲法裁判所は9名の裁判官によって構成され、大統領・国会・大法院（最高裁判所）がそれぞれ3人ずつ指名し、大統領によって任命される。資格については40歳以上の弁護士資格を保持する者と明記づけられている。このうち、国会が指名する3人の裁判官は与野党間の協議を経て決定する慣例となっている（与党が1人、野党第1党が1人、少数野党が1人）。憲法裁判所法第6条第2項は、指名される9名の憲法裁判所の裁判官は国会の確認聴聞会で声明を出さなければならないと規定している。
下部組織として憲法研究所が存在する。憲法裁判所では新任の裁判所職員の研修や憲法解釈の教育などが行われている。裁判所で違憲又は合憲を下すには6人の判断が必要である。9名から構成される憲法裁判所判事評議会では事務総長、副事務総長、憲法研究官の任命や裁判費用の管理などの権限を保持する。憲法裁判所の司法権は独立しており、国会や国務会議、大法院の介入を受けない。大法院とは同等の地位であることから、憲法解釈を巡って衝突する。権限によっては大法院を凌ぐ。

### 現在の憲法裁判所裁判官
現在は7人の裁判官で構成され、2人欠員している。
| 氏名                         | 就任日         | 任命者（大統領）          | 指名者                       | 出身校       | 備考           |
| ---------------------------- | -------------- | ------------------------- | ---------------------------- | ------------ | -------------- |
| 金炯枓（キム・ヒョングブ）   | 2023年3月31日  | 尹錫悦                    | 金命洙（大法院長）           | ソウル大学校 | 所長権限代行者 |
| 鄭貞美（チョン・ジョンミ）   | 2023年4月17日  | 尹錫悦                    | 金命洙（大法院長）           | ソウル大学校 |                |
| 鄭亨植（チョン・ヒョンシク） | 2023年12月18日 | 尹錫悦                    | 尹錫悦                       | ソウル大学校 |                |
| 金福馨（キム・ボクヒョン）   | 2024年9月21日  | 尹錫悦                    | 曺喜大（大法院長）           | ソウル大学校 |                |
| 趙漢暢（チョ・ハンチャン）   | 2024年12月31日 | 崔相穆 （大統領権限代行） | 国会（国民の力からの推薦）   | ソウル大学校 |                |
| 鄭桂先（チョン・ゲソン）     | 2024年12月31日 | 崔相穆 （大統領権限代行） | 国会（共に民主党からの推薦） | ソウル大学校 |                |
| 馬恩赫（マ・ウンヒョク）     | 2025年4月9日   | 韓悳洙 （大統領権限代行） | 国会（共に民主党からの推薦） | ソウル大学校 |                |

## 歴代憲法裁判所長
憲法裁判所長について、憲法裁判所法第111条第4項で国会の承認の下で大統領から任命されるとしている。憲法裁判所判事評議会の議長を務め、対外的に憲法裁判所判事の1人として代表する。他の憲法裁判所判事に対して優越的な権限は全くない。
| # | 氏名   | 任期                           | 出身校       |
| - | ------ | ------------------------------ | ------------ |
| 1 | 曺圭光 | 1988年9月15日～1994年9月14日   | ソウル大学校 |
| 2 | 金容俊 | 1994年9月15日～2000年9月14日   | ソウル大学校 |
| 3 | 尹永哲 | 2000年9月15日～2006年9月14日   | ソウル大学校 |
| 4 | 李康國 | 2007年1月22日～2013年1月21日   | ソウル大学校 |
| 5 | 朴漢徹 | 2013年4月12日～2017年1月31日   | ソウル大学校 |
| 6 | 李鎭盛 | 2017年11月24日～2018年9月19日  | ソウル大学校 |
| 7 | 劉南碩 | 2018年9月21日～2023年11月10日  | ソウル大学校 |
| 8 | 李悰錫 | 2023年11月30日～2024年10月17日 | ソウル大学校 |

## 傘下組織
- 憲法裁判所諮問委員会 - 委員長及び副委員長各1名を含めて計20名以内の委員で構成され、裁判所長の諮問を受ける。

## 権限
憲法裁判の制度も定められており、以下のような機能を果たしている。
1. 他の裁判所から求められた場合に、法律の合憲性を判断する（違憲立法審査権）。
2. 国会で弾劾訴追された場合に、大統領、国務総理、国務委員、行政各部の長、憲法裁判所裁判官、法官、中央選挙管理委員会委員、監査院長、監査委員その他法律が定めた公務員の弾劾裁判を実施する（大統領の弾劾裁判の詳細は大統領 (大韓民国)#弾劾参照）。
3. 政党への解散命令を出す。
4. 国家権力が、憲法で国民に保障した基本権を侵害する場合に、その行為の合憲性を判断する（憲法訴願審判）。

大統領や国務総理で弾劾訴追を受けた者は憲法裁判所の判断が下されるまで、職務停止となる。政党解散は自由民主基本秩序に反する組織で再発防止が難しいと判断された政党を憲法裁判所が強制解散させる。

## 裁判統計
統計は2021年2月9日時点のものである。
| 種類         | 種類         | 合計   | 合憲性確認 | 弾劾 | 政党解散 | 論争中 | 訴追案件 | 訴追案件 | 訴追案件 |
| 種類         | 種類         | 合計   | 合憲性確認 | 弾劾 | 政党解散 | 論争中 | 小計     | 第1審    | 第2審    |
| ------------ | ------------ | ------ | ---------- | ---- | -------- | ------ | -------- | -------- | -------- |
| 提出         | 提出         | 41,615 | 1,008      | 2    | 2        | 115    | 40,488   | 32,074   | 8,414    |
| 通過         | 通過         | 40,303 | 957        | 2    | 2        | 110    | 39,232   | 31,264   | 7,968    |
| 通過前に棄却 | 通過前に棄却 | 24,476 |            |      |          |        | 24,476   | 19,915   | 4,561    |
| 判決         | 違憲         | 655    | 294        |      |          |        | 361      | 113      | 248      |
| 判決         | 不適合       | 262    | 82         |      |          |        | 180      | 75       | 105      |
| 判決         | 条件あり違憲 | 70     | 18         |      |          |        | 52       | 20       | 32       |
| 判決         | 条件あり訴追 | 28     | 7          |      |          |        | 21       |          | 21       |
| 判決         | 訴追         | 2,843  | 359        |      |          |        | 2,484    | 4        | 2,480    |
| 判決         | 支持         | 794    |            | 1    | 1        | 19     | 773      | 773      |          |
| 判決         | 拒否         | 7,998  |            | 1    |          | 27     | 7,970    | 7,970    |          |
| 判決         | 棄却         | 2,115  | 73         |      | 1        | 45     | 1,996    | 1,611    | 385      |
| 判決         | その他       | 10     |            |      |          |        | 10       | 8        | 2        |
| 判決         | 控訴         | 1,052  | 124        |      |          | 19     | 909      | 775      | 134      |
| 保留中       | 保留中       | 1,312  | 51         |      |          | 5      | 1,256    | 810      | 446      |